# Anisaedus gaujoni
Anisaedus gaujoni is een spinnensoort uit de familie Palpimanidae. De soort komt voor in Ecuador en Peru.